# Batalla de Colhuacatonco
La Batalla de Colhuacatonco tuvo lugar el 30 de junio de 1521 durante las últimas etapas del Asedio de Tenochtitlán, que enfrentó a las fuerzas españolas y tlaxcaltecas contra el Imperio Mexica, también conocido como Imperio Azteca. Esta batalla se considera la victoria más importante lograda por los mexicas durante el asedio.
El conflicto se desencadenó debido al descontento de los soldados españoles ante la falta de avances durante el asedio hasta ese momento. Las fuerzas hispano-tlaxcaltecas habían tenido dificultades para tomar un territorio significativo desde principios de junio. El capitán Hernán Cortés, líder de los españoles, tomó la decisión de lanzar un asalto masivo a la ciudad con el objetivo de capturar el mercado de Tlatelolco. Sin embargo, se encontraron con resistencia mucho más feroz de lo esperado y finalmente se vieron obligados a retirarse, sufriendo sus peores pérdidas desde La Noche Triste y la Batalla de Otumba, que había tenido lugar un año antes.
Aunque gran parte de los combates se desarrollaron en otras áreas de Tlatelolco, el norte de Tenochtitlán y Tacuba, la batalla pasó a ser conocida con este nombre debido a que la mayor parte de los enfrentamientos ocurrieron en ese vecindario. Fue en esta batalla donde los españoles sufrieron sus peores pérdidas.
La Batalla de Colhuacatonco se hizo famosa entre los historiadores modernos debido a la derrota española, que fue percibida como humillante y vista retrospectivamente como un ejemplo de la resistencia indígena contra el colonialismo en circunstancias extremadamente difíciles. En ese momento, la ciudad ya estaba sufriendo hambruna y enfermedades generalizadas, pero aun así lograron la victoria. Sin embargo, es importante destacar que esta batalla no impidió que la ciudad cayera en manos del Imperio español en agosto del mismo año. La batalla también se hizo famosa porque Cortés estuvo a punto de morir durante el combate, ya que fue capturado por varios guerreros mexicas, quienes normalmente no perdonaban a sus prisioneros, antes de ser rescatado.

## Sucesos Previos

### Sitio de Tenochtitlan

Mapa del valle de Anáhuac a la llegada de los españoles en 1519, mostrando la ubicación de las ciudades en el lago de Texcoco

A finales de abril de 1521, durante las últimas etapas de la Conquista española de México, las tropas al mando del capitán español Hernán Cortés comenzaron los preparativos para sitiar la ciudad de México-Tenochtitlan , capital de facto del Imperio Mexica conocida hoy como Ciudad de México . El día 28, 13 bergantines fueron lanzados desde Texcoco y protegidos por miles de canoas de guerra de sus aliados para afirmar su dominio sobre el lago de Texcoco , donde estaba asentada la ciudad (aunque uno de ellos finalmente fue desechado debido a su tamaño vulnerable), y el 22 de mayo destruyeron el acueducto de Chapultepec para cortar el suministro de agua a la ciudad. México y España habían estado en estado de guerra desde mayo de 1520, y los españoles fueron ayudados por una alianza con Tlaxcala , nación que había estado en guerra con México durante muchos años, que se formó en septiembre de 1519 y les trajo miles de guerreros. También fueron ayudados por muchas ciudades y pueblos diferentes en el Valle de Anáhuac que se aliaron con los españoles y tlaxcaltecas como resultado de su deseo de ayuda contra la dominación del imperio. Entre los más importantes de estos aliados estaba Ixtlilxóchitl II, quien fue el gobernante de facto de Texcoco desde el arresto de Cacamatzin a principios de 1520. Suministró a los españoles alrededor de 50.000 guerreros que resultaron vitales para el esfuerzo bélico, aunque su apoyo a los españoles le dieron fama de traidor entre los mexicas. Según Cortés, cuando tuvo lugar la Batalla de Colhuacatonco los españoles tenían un ejército de 150.000 guerreros indígenas protegiéndolos.
Durante este período, Cuauhtémoc fue emperador desde principios de 1521, siendo coronado tras la repentina muerte de su tío Cuitláhuac a causa de la viruela . A pesar de no tener más de 25 años, su odio hacia los españoles y su habilidad como guerrero lo convirtieron en un serio rival para los españoles y tlaxcaltecas. Mientras la población de Tenochtitlán estaba siendo evacuada a Tlatelolco al norte de la ciudad, Cuauhtémoc estacionó su cuartel general en el sitio de Yacacolco, en el calpolli (barrio) de Atenantitech, cerca del mercado de Tlatelolco.
Cortés dividió entonces sus tropas para instalarse en tres guarniciones para cortar los recursos de la ciudad: una en Tlacopan (hoy conocida como Tacuba ) al oeste al mando de Pedro de Alvarado , otra en Coyoacán al suroeste al mando de Cristóbal de Olid . y el tercero y más grande en Iztapalapa al sur bajo Gonzalo de Sandoval. Cortés se instaló en Acachinanco, el punto donde la calzada de Iztapalapa se bifurca hacia Tacubaya y Coyoacán al oeste y a Iztapalapa, Mexicatzinco y Colhuacán al sur. A principios de junio, estas posiciones habían sido capturadas con éxito después de que los españoles ganaran varias batallas por el control del lago, las partes occidentales del valle e Iztapalapa. Sandoval finalmente fue trasladado a Coyoacán, donde luchó y derrotó a los defensores locales, mientras Cortés unía fuerzas con Olid, preparaba su campamento y colocaba un gran cañón de hierro , uno de los tres que los españoles tenían disponibles, para un asalto. Todos los días durante este período se libraron diversas escaramuzas, tanto de día como de noche, mientras los mexicas asaltaban los campamentos españoles y los bergantines causaban caos y destrucción en toda la ciudad. Mientras tanto Sandoval, siguiendo el consejo de Alvarado, decidió capturar la calzada norte del Tepeyac y se instaló allí, cortando la última abertura que tenía la ciudad, completando el bloqueo.

### Primeros Asaltos a la Ciudad
El primer gran asalto a la ciudad se llevó a cabo seis días después de que Cortés se instalara en Acachinanco, pasando por el calpolli de Xoloco, en el campan (una de las cuatro divisiones de Tenochtitlán) de Moyotlán, al sur de la ciudad. Utilizando el cañón pesado y dos bergantines, lograron penetrar en la plaza central de la ciudad, donde asaltaron el Templo Mayor , matando a los sacerdotes que estaban encima. Sin embargo, los españoles se encontraron repentinamente con múltiples canoas de guerra entre los edificios y se vieron obligados a huir rápidamente, abandonando el cañón, que los mexicas luego empujaron al lago, mientras se retiraban de regreso a Acachinanco. Incluso entonces, sin embargo, la caballería española demostró ser muy efectiva y mató a muchos guerreros mexicas y obligó a muchos otros a retirarse, lo que permitió a los españoles salir más fácilmente.
Aunque en este asalto los españoles finalmente se vieron obligados a retroceder, el hecho de que se abrieron paso hacia el corazón de la capital de la ciudad a pesar de la feroz resistencia en el interior llamó la atención de muchos pueblos de todo el valle, y pronto Cortés obtuvo más aliados, como los chinampaneca (pueblos del sur del lago, entre ellos los xochimilca , mexicatzinca, cuitlahuaca , etc.) y varios miembros de tribus otomíes , que eran guerreros altamente hábiles.
A lo largo de los siguientes asaltos, la principal táctica que utilizaron los españoles fue penetrar en la ciudad, quemar y destruir edificios y casas y rellenar huecos en las calzadas para crear más espacio para futuros asaltos e intentar destruir cualquier monumento de la ciudad que fuera posible desmoralizar a su enemigo, y por la noche regresarían a sus campamentos a un lugar seguro. Pronto destruyeron sus antiguos cuarteles en el Palacio de Axayácatl  y el prestigioso zoológico Totocalli construido durante el reinado de Moctezuma II . Sin embargo, cada vez que los españoles emprendieron otro asalto descubrieron que la mayor parte de su progreso se había deshecho; Los mexicas estaban reconstruyendo todo lo que podían y creando nuevos huecos en las calzadas después de cada asalto. La velocidad a la que los mexicas deshicieron el progreso español desconcertó a Cortés, y empezó a quedar claro que se necesitaba un nuevo plan para tener éxito. Inicialmente, Cortés no quería establecerse en la ciudad misma, ya que eso habría dejado los campamentos relativamente desprotegidos y lo habría dejado completamente rodeado, pero Alvarado y Sandoval se impacientaron cada vez más con la táctica de Cortés y eventualmente comenzaron a capturar territorio y crear campamentos en la propia ciudad.
Sin embargo, un día, a mediados de junio, Alvarado, sin consultar a Cortés ni recibir ayuda de los otros grupos españoles o aliados indígenas, decidió realizar un gran asalto al mercado de Tlatelolco, objetivo que se percibía como vital para lograr la victoria. . Los dos o tres bergantines españoles al mando de Alvarado desembarcaron en el sitio de Iyauhtenco, en el calpolli de Nonoalco, en el oeste de Tlatelolco, sin aliados indígenas. Al notar su ventaja numérica, los mexicas escondieron a la mayoría de sus tropas dentro de los edificios para realizar una emboscada. La intensidad de la emboscada obligó a los españoles a retirarse a sus bergantines. Algunos españoles fueron capturados y luego sacrificados. Aunque algunos registros sugieren que sólo cuatro españoles fueron capturados en este asalto, los registros indígenas sugieren que el número llegó a quince. Bernal Díaz del Castillo , un soldado español que escribió una crónica detallada sobre la guerra , sugirió que cinco españoles fueron capturados y otros dos murieron en los bergantines.
Cortés se molestó con Alvarado por esta acción imprudente, hasta el punto de que navegó personalmente hasta el campamento de Alvarado para reprenderlo, pero al notar hasta dónde logró llegar en Tlatelolco antes de verse obligado a retirarse, algunos españoles notaron que un gran asalto a Tlatelolco podría resultado una victoria, ya que hasta el momento los progresos habían sido muy lentos.

### Tácticas y estrategias utilizadas en el asedio
En su apogeo, en junio de 1520, el ejército español contaba con más de 1.300 soldados, 80 ballesteros , 80 arcabuceros y 96 caballos, pero cuando los españoles pusieron a flote sus bergantines, el ejército se había reducido a 700 infantes, 86 caballos y 118 soldados ballesteros y arcabuceros, junto con 3 cañones grandes y 15 más pequeños.  La superioridad numérica de los mexicas era muy importante y, por lo tanto, los miles de guerreros indígenas que se aliaron con los españoles jugaron un papel crucial en la guerra. Tenochtitlán, sin embargo, no estaba preparada para un asedio como este; su enorme población dependía en gran medida de recursos traídos de otras partes del imperio y no poseía suficiente almacenamiento de alimentos para alimentar a toda la población en caso de que se produjera tal asedio. La estrategia de Cortés se basó en gran medida en matar de hambre a la ciudad en lugar de conquistarla únicamente mediante el combate.Otra ventaja que tenían los españoles era su superioridad tecnológica; Los españoles trajeron consigo armas que desafiaron por completo las formas tradicionales de combate mexica. Sus cañones, armas de fuego y ballestas podrían fácilmente perturbar las formaciones mexicas en las estrechas calzadas con su poder superior, desafiando así a las tropas mexicas en lo que normalmente sería una posición ventajosa con su superioridad numérica.
Para empeorar las cosas para los mexicas, había habido una epidemia de viruela en la región desde mayo de 1520, ya que algunos de los hombres bajo el mando del capitán Pánfilo de Narváez tenían la enfermedad y, cuando Cortés convenció a los hombres de Narváez para que se unieran a él después de la Batalla de Cempoala , sin querer lo llevaron a Tenochtitlán. La población indígena no tenía inmunidad contra esta enfermedad y millones murieron a causa de ella a lo largo de los años siguientes.
Sin embargo, cuando comenzó el asedio, los mexicas se adaptaron a las tácticas de su enemigo y desarrollaron las suyas propias, ya que difícilmente podían usar sus tácticas y costumbres tradicionales contra su enemigo tecnológicamente superior con miles de aliados. Como los mexicas enfrentaron dificultades para luchar en las calzadas debido a la superioridad tecnológica española y no pudieron atacar por la retaguardia debido a sus aliados nativos, abandonaron viejas costumbres de guerra como atacar generalmente durante el día y comenzaron a realizar incursiones nocturnas contra los españoles. También desarrollaron maniobras para evitar los cañones moviéndose de un lado a otro en lugar de luchar en líneas rectas y agacharse cuando se disparaba. Construyeron barricadas para protegerse de los arcabuces y ballestas, aunque eran vulnerables a los cañones. Con el tiempo, también comenzaron a colocar trampas en el lago instalando estacas afiladas en el fondo del lago para atrapar a los bergantines y creando huecos en las calzadas que no se podían ver desde arriba para hacer que sus enemigos cayeran al agua. La táctica de batalla más común utilizada por los mexicas durante el asedio fueron retiradas fingidas , utilizadas inteligentemente y de manera efectiva contra los españoles. A través de estas nuevas tácticas, los mexicas frenaron con éxito el avance español, ya que cada vez que los españoles capturaban cualquier territorio, los mexicas lo recuperaban durante la noche e instalaban aún más trampas. En un ataque nocturno de gran éxito utilizando estas tácticas, los mexicas capturaron un bergantín y mataron tanto a su capitán como al capitán de otro bergantín. Sin embargo, los españoles tenían la ventaja naval, como se demostró cuando los mexicas intentaron lanzar un ataque similar contra los bergantines algún tiempo después, pero fueron derrotados cuando los españoles también los atrajeron a una trampa mediante una fingida retirada.

## Batalla

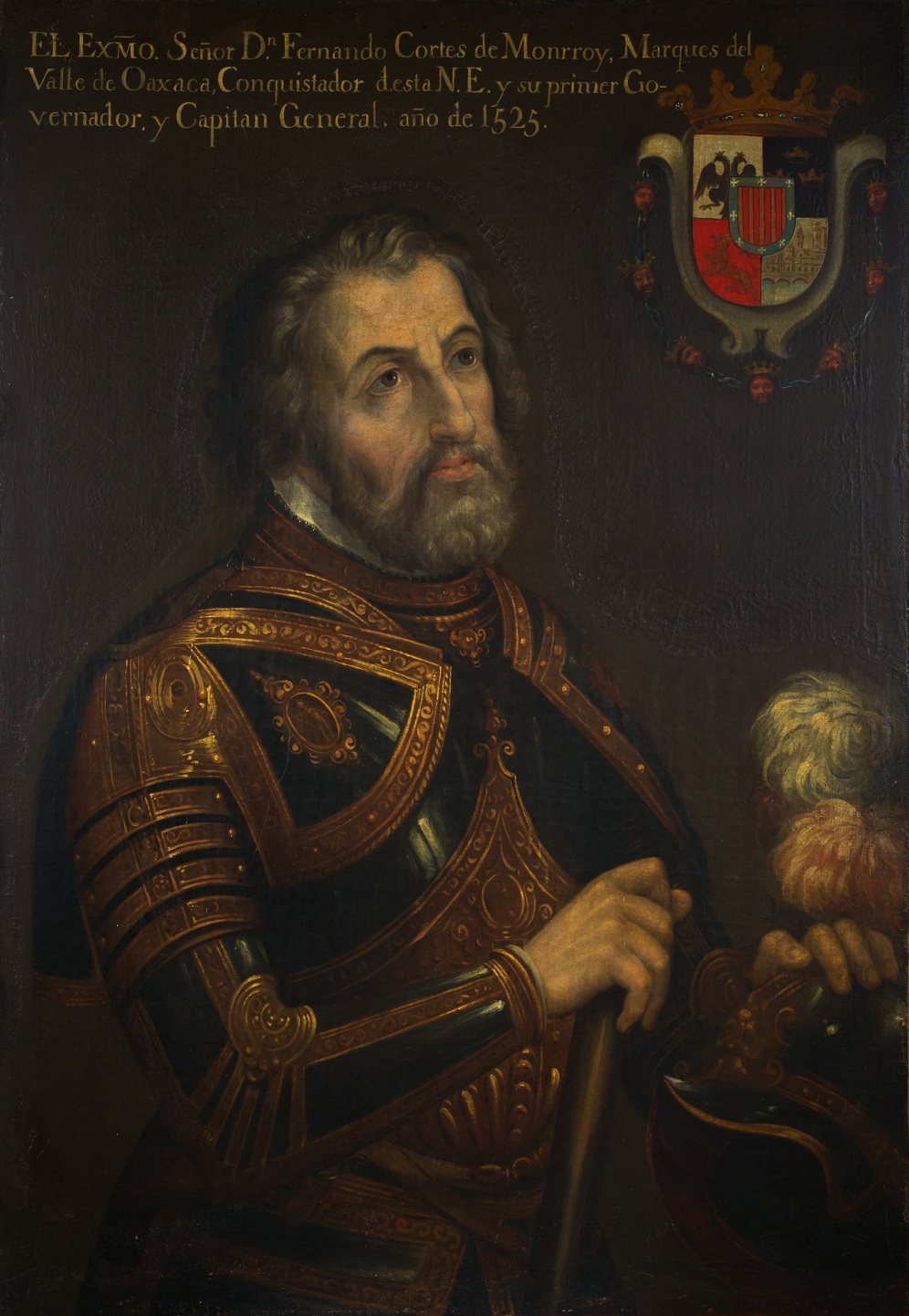
Retrato de 1525 de Hernán Cortés.

El asalto tuvo lugar la mañana del domingo 30 de junio, después de la ceremonia de misa habitual. Los españoles lanzaron su ataque desde dos frentes: la fuerza principal, bajo el mando de Cortés, atacaría desde el sur, saliendo del Templo Mayor y dirigiéndose hacia múltiples objetivos. Mientras tanto, una fuerza auxiliar, comandada por Alvarado y Gonzalo de Sandoval, atacaría desde el norte, utilizando siete bergantines para los españoles y más de 3000 canoas de guerra para los tlaxcaltecas y otros aliados indígenas.
Cortés dividió sus tropas en tres grupos para atacar por los tres caminos principales que conducían al mercado dentro del campamento de Cuepopan, ubicado en lo que hoy es el corregimiento Cuauhtémoc. Un grupo, controlado por Alderete y compuesto por 70 españoles, 7 u 8 caballos en la retaguardia y entre 15.000 y 20.000 nativos, atacaría por la vía principal que conduce al mercado, en lo que hoy es la calle República de Brasil al este. Otro grupo, dirigido por Andrés de Tapia y Jorge, hermano de Pedro de Alvarado, y compuesto por 80 españoles, 10.000 naturales y 8 caballos, además de 10 piezas de artillería que permanecerían a la entrada de su camino, atacaría por una vía más angosta, probablemente en la actual avenida Eje Central en el calpulli occidental de Tezcatzonco al oeste.El tercer y más grande grupo, comandado por Cortés, consistente en 100 infantes españoles, 25 ballesteros y arcabuceros, 8 caballos y un «número infinito» de guerreros indígenas aliados, atacaría por la vía más angosta, en la actual calle República de Chile en el calpulli oriental de Colhuacatonco.

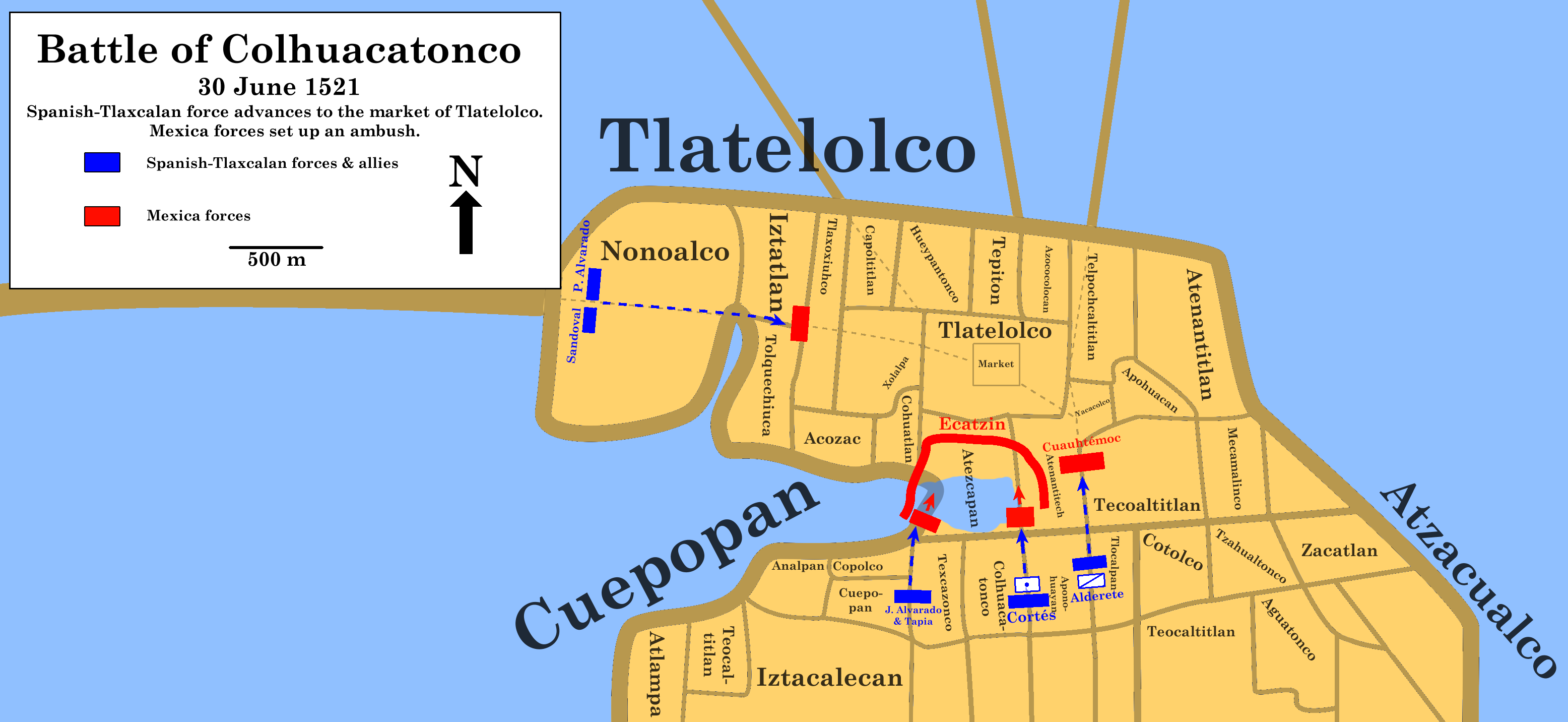
El asalto inicial: fuerzas Hispano-Tlaxcaltecas avanzan al mercado de Tlatelolco mientras los mexicas preparan la emboscada.

A pesar de sus preparativos, la fuerza principal y los auxiliares tenían poca comunicación entre ellos debido a las distancias. Por ejemplo, el grupo de Pedro de Alvarado estaba a más de media legua de distancia de Cortés. Esta falta de comunicación sería crucial en el desarrollo de la batalla, ya que Cortés intentaría dar órdenes a sus capitanes, pero aparentemente estos no las recibirían.
Para facilitar su entrada por el camino angosto, Cortés descendió de su caballo en la entrada y ordenó a la caballería que no avanzara más, a menos que se diera una orden contraria. Luego, su grupo avanzó rápidamente utilizando un cañón ligero, arcabuceros, ballesteros y miles de guerreros nativos que lucharon ferozmente contra los mexicas. Su rápido avance les hizo confiar en su progreso, y al principio lograron expulsar a los mexicas. A pesar de una resistencia considerable, habían tenido éxito en su objetivo. Finalmente, el grupo entró en una calle llamada Cuauecatitlan (probablemente la actual calle Comonfort) en Atezcapan calpulli, ingresando a Tlatelolco. Esta calle era muy estrecha debido a los huecos abiertos en la calzada. Con cierta dificultad, utilizando madera y adobe, abrieron un espacio para ingresar con mayor facilidad. Después de expulsar a las tropas mexicas, entraron en el sitio de Tliloacan en el calpulli. En ese momento, Ecatzin ordenó que la mayoría de sus tropas entraran en los edificios para protegerse de la artillería española y prepararse para llevar a cabo una emboscada.

#### Contraataque mexica y retirada española

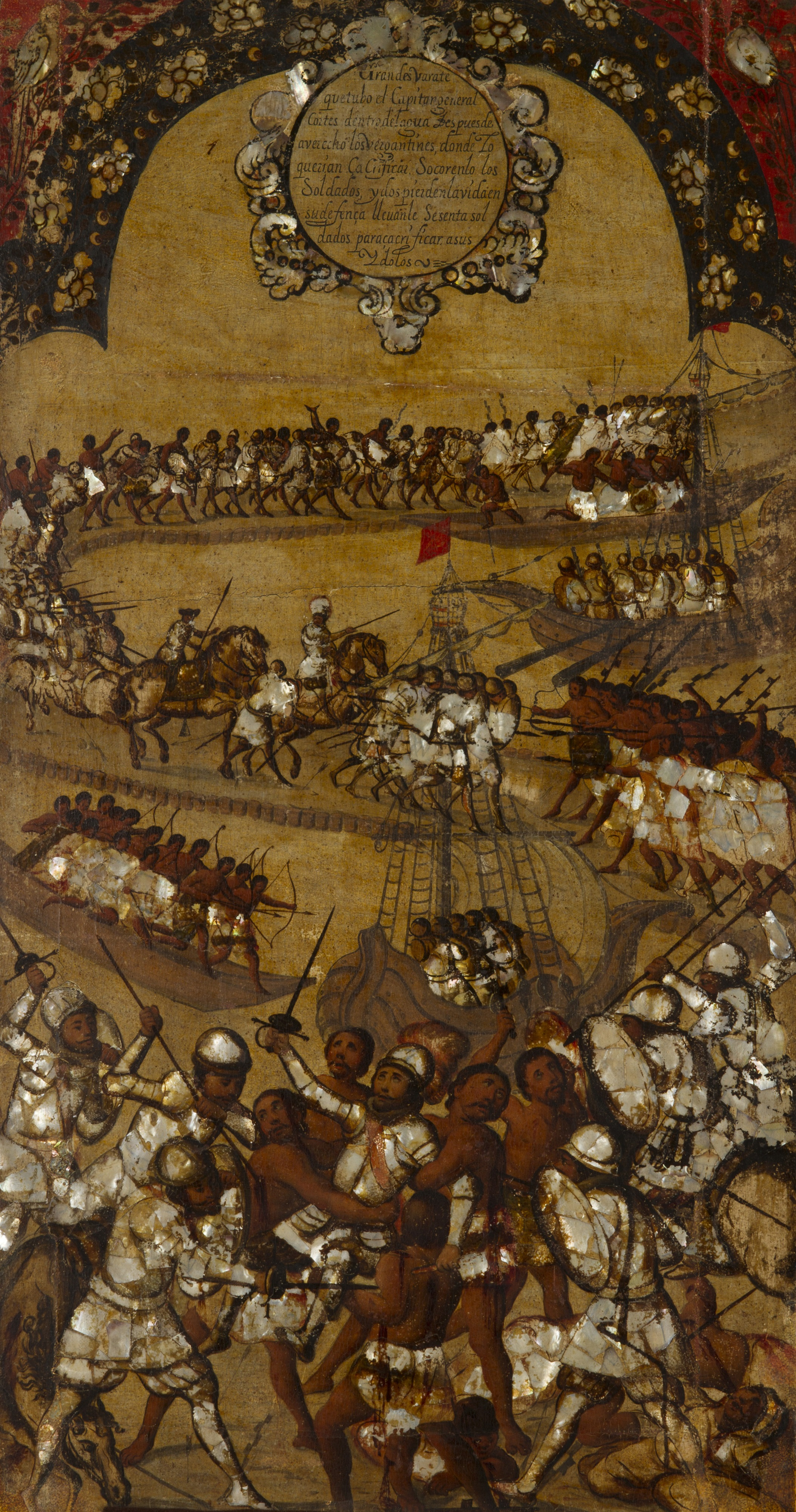
El contra-ataque Mexica y soldados salvando a Hernán Cortes. Pintura novohispana por Miguel González, c. 1696/1715.

A medida que las fuerzas hispano-tlaxcaltecas comenzaban a acercarse al mercado, parece que Cortés se volvió demasiado confiado en su progreso o empezó a sospechar de su avance extrañamente rápido, y así comenzó a detener el avance. Según el propio relato de Cortés, se detuvo para asegurarse de que todos los huecos en las calzadas estuvieran llenos y luego fue llamado por una de las otras dos divisiones para que se acercara a ellos y comprobara su progreso, lo cual hizo. Cientos de guerreros mexicas dentro de los edificios vieron de repente la oportunidad de atacar a los españoles. Sin desperdiciar la oportunidad, Ecatzin Popocatzin dio el llamado a sus tropas para atacar a los españoles y tlaxcaltecas todos a la vez. Cientos de guerreros y muchas canoas de guerra a través de los canales entraron al lugar para atacar a sus enemigos, el suelo se llenó de lodo del agua que se derramaba a través de los huecos de la calzada que aún no estaban llenos. Los españoles, no preparados para tal contraataque, fueron tomados por sorpresa y no pudieron mantenerse firmes. Los bergantines no pudieron ayudar a Cortés, ya que las estacas colocadas en el agua por los mexicas les impidieron acercarse al lugar de la batalla de manera eficiente.
Cortés al principio intentó animar a sus soldados a contraatacar, pero cuando notó la gravedad de la situación comprendió que la batalla estaba perdida. En algún momento, en el cercano calpolli de Copolco al oeste según el Lienzo de Tlaxcala, Cortés fue herido en la pierna y capturado por siete guerreros mexicas. Se dice que una anciana incluso intentó ahogarlo. Sólo sobrevivió gracias a dos españoles y un oficial tlaxcalteca llamado Antonio Temaxahuitzin, con la ayuda de sus hombres, quienes mataron a cuatro de sus captores. Uno de sus salvadores, llamado Cristóbal de Olea, murió en la lucha. [nota 1] Luego le dieron un caballo y le dijeron que se fuera a un lugar seguro. Los mexicas persiguieron a los españoles y tlaxcaltecas en retirada, capturando a decenas de españoles. Diez de ellos fueron sacrificados inmediatamente después, mientras que el resto fueron mantenidos prisioneros para ser sacrificados más tarde. Cuando la persecución llegó a Colhuacatonco, más de 50 españoles habían sido hechos prisioneros y, como es sabido, también se capturó una bandera española, supuestamente por el propio Ecatzin después de que capturó y cortó los brazos del abanderado, lo que aumentó la humillación de los españoles. Esta bandera fue rota en pedazos junto con otras tres banderas frente a los españoles para burlarse de ellos o mostrada en un tzompantli (muro de calaveras) que muestra cabezas españolas. El cañón que tenían también se perdió durante la retirada y muchas espadas, ballestas y arcabuces españoles fueron capturados e incluso utilizados contra ellos. Cortés afirmó en su tercera carta al rey de España Carlos I que durante el combate, al ver morir y arrastrar a tantos de sus hombres, se convenció por un breve momento de que la guerra estaba perdida y decidió permanecer en la batalla para morir junto con sus soldados, y que tuvo que ser literalmente arrastrado por un oficial llamado Antonio de Quiñones y unos cuantos soldados hasta su caballo para cabalgar hasta un lugar seguro. 
El grupo de Alvarado no estaba consciente de la derrota de Cortés en ese momento y continuaba su avance. Sin embargo, en algún momento también sufrieron una emboscada. Inicialmente intentaron mantenerse firmes, mientras que los mexicas utilizaron tácticas de intimidación para desmoralizarlos, como arrojar las cabezas cortadas de los españoles sacrificados al campo de batalla y afirmar que pertenecían a Cortés y Sandoval. Su grupo, según el historiador Francisco López de Gómara , hizo matar a 4 españoles. Asimismo, Alderete también continuaba su avance cuando su división fue atacada de manera similar. En ese momento, comenzaron a retirarse gradualmente mientras seguían luchando contra los mexicas.
Al notar su ventaja, Cuauhtémoc hizo sonar un gran cuerno que se podía escuchar desde distancias muy grandes, lo que se usó como indicación de que a ninguna de sus tropas se le permitiría retroceder a partir de ese momento, esencialmente ordenando a sus soldados que lograran la victoria o la muerte. . En ese momento los mexicas se lanzaron con gran furia contra la fuerza hispano-tlaxcalteca. Díaz escribió: "¡Cómo podría describir la ira y la fuerza con la que cargaron para luchar contra nosotros, fue un espectáculo espantoso! Aunque no sé cómo describirlo aquí, todavía lo recuerdo como si estuviera viendo y peleando la batalla". justo en este momento." Todo esto sucedió en cuestión de unas pocas horas. Al mediodía, la mayor parte de las fuerzas de asalto ya había huido de la ciudad.

#### Última resistencia española
Mientras los mexicas perseguían a las tropas de Alvarado, un par de cañones pesados instalados cerca de su campamento en Tlacopan los ayudaron a retirarse a un lugar seguro, causando muchas bajas entre los mexicas. Aun así, no sabían del estado de Cortés ni de Sandoval, y las amenazas gritadas por los mexicas los pusieron muy ansiosos. Sin embargo, los bergantines todavía enfrentaban una gran lucha al enfrentarse a las canoas de guerra mexicas; uno de los bergantines quedó atrapado entre las estacas colocadas en el agua, unos guerreros mexicas lograron subir a bordo y fue capturado casi en su totalidad. En el interior murieron 3 soldados y uno fue capturado vivo. Este bergantín fue rescatado por otro comandado por el capitán Juan Jaramillo. También quedó atascado otro, comandado por el capitán Juan de Limpias Carvajal, pero logró escapar luego de una intensa pelea con los mexicas.
Cuando Cortés finalmente llegó a su campamento, que aún estaba bajo ataque, envió a Andrés de Tapia bajo la protección de tres jinetes a cabalgar hasta el campamento de Alvarado para informar sobre su estado actual. Aunque fue herido en una emboscada en el camino por algunos soldados mexicas enviados allí por Cuauhtémoc en un intento de cortar las líneas de comunicación españolas, Tapia llegó al campamento y descubrió que la mayoría de los españoles del campamento todavía estaban en buenas condiciones.
Gonzalo de Sandoval también fue emboscado de la misma manera que las otras emboscadas después de que Cortés ya se había retirado. Seis de sus soldados españoles murieron y él resultó gravemente herido, pero aun así trató de animar a sus soldados a luchar. En lugar de regresar a su campamento, comenzaron a retirarse al campamento de Cortés para ver a su comandante en persona al amparo de dos de sus bergantines a través de una estrecha calzada, ordenando a sus guerreros nativos que cruzaran la calzada primero para tener suficiente espacio para los españoles. para seguir más fácilmente. Finalmente llegaron a su campamento. Como Tapia aún no había regresado desde que Cortés lo envió a controlar a las tropas de Alvarado, envió a Sandoval y a otro oficial llamado Francisco de Lugo a controlarlas. Finalmente llegaron a última hora de la tarde.
Allí encontraron a once soldados, entre ellos Díaz del Castillo, luchando en el agua a la altura de su cintura para rescatar un bergantín que estaba atrapado cerca del campamento mientras el resto luchaba en tierra para impedir que los mexicas ingresaran al campamento. Existe la probabilidad de que Ecatzin también estuviera presente en esta lucha, como lo sugiere una ilustración del Códice Azcatitlán donde un guerrero vestido con una túnica con símbolos que recuerdan a las aguas rojas y azules de un manantial descrito en la leyenda de la fundación de Tenochtitlán, probablemente una representación de él, está luchando contra un soldado español identificado como Pedro de Alvarado, aunque la ilustración puede ser una descripción simbólica más que literal de los eventos. Sandoval al principio los animó a salvar el bergantín, que en ese momento fue atado con cuerdas por los mexicas para intentar arrastrarlo hacia la ciudad. En su interior murieron dos soldados. Sin embargo, Sandoval fue herido nuevamente en el campamento y pronto se dio cuenta de que la situación era demasiado grave. En ese momento, les dijo a los soldados que se retiraran a su campamento para salvar sus vidas. Lo hicieron luchando contra los mexicas en un último intento de expulsarlos, pero fue en vano. El bergantín fue capturado por los mexicas y su capitán, Cristóbal Flores, murió a causa de sus heridas ocho días después de la batalla. Una vez que todos estuvieron de regreso en el campamento, Alvarado, Sandoval y Lugo se informaron mutuamente de su situación a medida que la batalla llegaba a su fin.